# Hockey Club Kobra Praha
Le Hockey Club Kobra Praha est un club de hockey sur glace de Prague en Tchéquie. Il évolue en 2. liga, troisième échelon tchèque.

## Historique
Le club est créé en 1929.

## Palmarès
- Aucun titre.